# Internazionali di Tennis di Baviera 2001
Gli Internazionali di Tennis di Baviera 2001 sono stati un torneo di tennis giocato sulla terra rossa. È stata la 86ª edizione del torneo, facente parte della categoria International Series nell'ambito dell'ATP Tour 2001. Si è giocato a Monaco di Baviera in Germania, dal 30 aprile al 7 maggio.

## Campioni

### Singolare
Jiří Novák ha battuto in finale  Antony Dupuis per 6-4, 7-5.

### Doppio
Petr Luxa /  Radek Štěpánek hanno battuto in finale  Jaime Oncins /  Daniel Orsanic per 5-7, 6-2, 7-6(5).